# Espagnol d'Espagne
L’espagnol ou castillan d'Espagne (en espagnol : español de España, castellano de España, español o castellano peninsular, español o castellano europeo), dit aussi ibérique, péninsulaire ou européen) est un ensemble de dialectes et d'accents de la langue espagnole pratiqués en Espagne, auxquels on associe parfois ceux des Canaries (sauf dans le cas de l'espagnol péninsulaire). Il est habituellement divisé en deux sous-ensembles de dialectes, le castillan septentrional (es) et le castillan méridional (es), auxquels certains auteurs ajoutent les variétés de castillan parlées dans les zones de langue catalane et de langue galicienne. Les dialectes tendent actuellement à s'homogénéiser dans les aires urbaines du pays ; l'alphabétisation de la population, le développement des médias, notamment sonores (télévision et radio), et le foisonnement littéraire observé depuis le milieu du XXe siècle rendent de plus en plus fréquent l'usage d'un castillan péninsulaire homogène face à des dialectes régionaux en voie de disparition, notamment en Espagne du Nord. Tous les dialectes de l'espagnol d'Espagne sont mutuellement intelligibles, bien qu'il existe parfois quelques difficultés de compréhension entre locuteurs de différentes régions.
De manière plus générale, l'espagnol d'Espagne est la variété parlée hors du continent américain, principalement en Espagne, à Andorre[réf. nécessaire], à Gibraltar, et autrefois dans le protectorat espagnol au Maroc et au Sahara espagnol[réf. nécessaire].

## Variations régionales
Un des traits les plus marquants de l'espagnol d'Espagne est l'existence de trois formes de prononciation des lettres s, z et c devant e et i selon les régions : le ceceo (réalisation des trois lettres par [θ]), le seseo (réalisation des trois lettres par [s]) et, plus communément, la distinction (s réalisé par [s], les deux autres par [θ]). Le ceceo et le seseo sont plus répandus dans les régions du sud du pays.
L'espagnol d'Espagne est habituellement divisé en deux blocs, le castillan septentrional (es) et le castillan méridional (es). Par ailleurs, certaines différences perçues comme dialectales par les Espagnols résultent en réalité de l'interférence d'une langue natale autre que le castillan, de sorte que l'intonation ou la prononciation de ce dernier se distingue plus ou moins selon les locuteurs.

## Caractéristiques
Il n'existe pas de caractéristique commune à toutes les variétés de l'espagnol d'Espagne ; de fait, les disparités dialectales internes au pays sont pratiquement aussi importantes que celles qui existent entre l'espagnol d'Espagne et l'espagnol d'Amérique. Les médias sonores et audiovisuels utilisent pour la communication formelle une forme standard fondée sur les registres élevés de l'espagnol parlé à Madrid, tandis que l'espagnol d'Amérique partage plus de traits avec le castillan méridional qu'avec les dialectes septentrionaux, en particulier sur le plan phonétique. L'espagnol standard communément diffusé dans la majeure partie des médias d'envergure nationale ne doit donc pas être confondu avec l'espagnol d'Espagne, qui recouvre des variétés dialectales parfois assez différentes les unes des autres.

## Bilinguisme

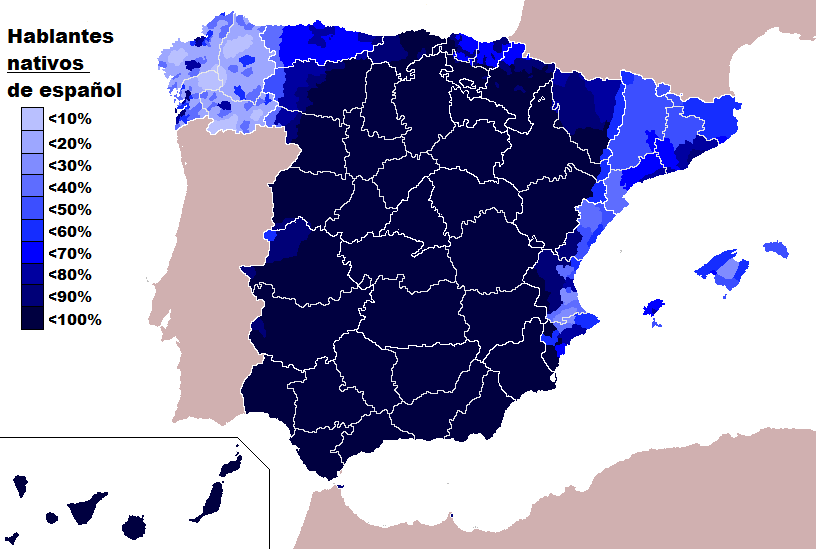
Proportion de locuteurs natifs de l'espagnol en Espagne et en Andorre.

Plusieurs langues sont pratiquées sur le territoire espagnol. L'espagnol ou castillan, langue officielle de l'ensemble du pays, est la langue maternelle prédominante dans la quasi-totalité des communautés autonomes d'Espagne. Dix des dix-sept communautés autonomes ont d'autre part une ou plusieurs langues co-officielles en plus du castillan, tandis que d'autres comptent divers idiomes non-officiels (astur-léonais, aragonais, estrémègne). Le bilinguisme entre le castillan et une autre langue, à divers degrés et dans diverses situations de communication, est donc une pratique habituelle pour la majeure partie des habitants de ces communautés autonomes.
Selon une enquête réalisée par le Pew Research Center en 2019, l'espagnol serait la langue maternelle de 81 % de la population du pays, suivi du catalan (12 %, ce qui inclut le dialecte valencien), le galicien (3 %) et le basque (1 %), tandis que 3 % de la population aurait pour langue maternelle une langue étrangère, issue de l'immigration.
À Andorre, le catalan est la langue maternelle de 49,4 % de la population de nationalité andorrane, mais n'est utilisé que par 29,9 % de la population totale. À l'opposé, l'espagnol est la langue maternelle la plus répandue au sein de la principauté : 43,4 % des habitants affirment l'avoir pour langue maternelle. L'espagnol, comme le portugais, est surtout parlé entre immigrants. L'étude met en évidence une détérioration de la position du catalan au profit de l'espagnol au cours des dernières années.